# 11 (televíziós sorozat)
A 11 (eredeti cím: O11CE) 2017 és 2019 között vetített argentin televíziós telenovella, amelyet Jorge Edelstein alkotott. A főbb szerepekben Mariano González, Sebastián Athié, Luan Brum, Juan David Penagos és Paulina Vetrano.
Argentínában 2017. március 13-án volt a premierje a Disney XD-n, Magyarországon 2017. június 19-én volt a premierje a Disney Channelen.

## Cselekmény
Gabo egy tehetséges amatőr focista egy Alamo Seco nevű faluból. Itt éli mindennapjait, miközben arra vágyik legjobb barátjával, hogy egyszer majd a híres Aranysólymok nevű focicsapat tagja lehessen. Eljön a nap, mikor ez az álom valósággá válhat. Gabo kis hezitálás után, barátja unszolására elfogadja a Sólymoknak otthon adó fociakadémia ösztöndíj-ajánlatát, így megkezdődhet az, ami csak keveseknek adatik meg. Az akadémián persze nem megy minden olyan egyszerűen. Az új környezetben Gabónak nem megy úgy a focizás, mint odahaza, de a csapat góllövője, Lorenzo sem könnyíti meg főszereplőnk dolgát. Mindemellett új sportigazgatót is kineveznek, aki történetesen Lorenzo apja. Izgalmakban tehát nem lesz hiány a Disney Csatorna új sorozatában.

## Szereplők

### Főszereplők
| Szereplő                              | Színész                | Magyar hang                      | Évadok         | Évadok         | Évadok         |
| Szereplő                              | Színész                | Magyar hang                      | 1              | 2              | 3              |
| ------------------------------------- | ---------------------- | -------------------------------- | -------------- | -------------- | -------------- |
| Gabriel "Gabo" Moreti                 | Mariano González       | Molnár Levente                   | Főszereplő     | Főszereplő     | Főszereplő     |
| Zoe Velazquéz                         | Paulina Vetrano        | Hermann Lilla                    | Főszereplő     | Főszereplő     | Főszereplő     |
| Lorenzo Guevara                       | Sebastián Athié        | Gacsal Ádám                      | Főszereplő     | Főszereplő     | Főszereplő     |
| Ricardo "Ricky" Flores                | Juan David Penagos     | Baradlay Viktor                  | Főszereplő     | Főszereplő     | Főszereplő     |
| André "Dedé" Duarte                   | Luan Brum              | Berkes Bence (1x01-2x35)         | Főszereplő     | Főszereplő     | Főszereplő     |
| André "Dedé" Duarte                   | Luan Brum              | Renácz Zoltán (2x36-)            | Főszereplő     | Főszereplő     | Főszereplő     |
| Apolodoro "Tizennégyes" Nikotatópulos | Renato Quattordio      | Ifj. Boldog Gábor                | Főszereplő     | Főszereplő     | Visszatérő     |
| Joaquín Costa                         | Javier Eloy Bonanno    | Penke Bence                      | Főszereplő     | Főszereplő     | Főszereplő     |
| Martina Markinson                     | Agustina Palma         | Laudon Andrea                    | Főszereplő     | Főszereplő     |                |
| Adrián Roca                           | Fausti Bengoechea      | Bogdán Gergő                     | Főszereplő     | Főszereplő     |                |
| Valentino Toledo                      | Tomás Blanco           | Németh Attila István             | Főszereplő     | Főszereplő     |                |
| Pablo Espiga                          | Lucas Minuzzi          | Stukovszky Tamás                 | Főszereplő     | Főszereplő     | Főszereplő     |
| Mariano Galo                          | Paulo Sánchez Lima     | TBA                              | Főszereplő     | Főszereplő     |                |
| Lucas Quintana                        | Federico Gurruchaga    | Joó Gábor                        | Főszereplő     | Főszereplő     | Visszatérő     |
| Daniel Gratzia                        | Juan Francisco Cabrera |                                  | Főszereplő     | Főszereplő     | Főszereplő     |
| Leonardo "Leo" Palacios               | Juan Herrera           | Borbíró András (1. hang)         | Főszereplő     | Visszatérő     | Főszereplő     |
| Rafael "Rafa" Fierro                  | Santiago Luna          | Penke Bence (1. rész)            | Főszereplő     |                | Főszereplő     |
| Rafael "Rafa" Fierro                  | Santiago Luna          | Szabó Andor (2. résztől)         | Főszereplő     |                | Főszereplő     |
| Diego Guevara                         | Juan De Dios Ortiz     | Juhász Zoltán                    | Főszereplő     | Főszereplő     | Visszatérő     |
| Isabel Di Marco                       | Verónica Pelaccini     | Sipos Eszter Anna                | Főszereplő     | Főszereplő     | Mellékszereplő |
| Vitto Voltaglio                       | Santiago Stieben       | Bordás János                     | Főszereplő     | Főszereplő     | Főszereplő     |
| Francisco Velazquéz                   | Nicolás Pauls          | Horváth-Töreki Gergely (1. évad) | Főszereplő     | Főszereplő     | Főszereplő     |
| Francisco Velazquéz                   | Nicolás Pauls          | Király Adrián (2. évad)          | Főszereplő     | Főszereplő     | Főszereplő     |
| Amadeo Carrillo                       | Pablo Gershanik        | Vári Attila (1. évad)            | Főszereplő     | Főszereplő     | Mellékszereplő |
| Amadeo Carrillo                       | Pablo Gershanik        | Petridisz Hrisztosz (2. évad)    | Főszereplő     | Főszereplő     | Mellékszereplő |
| Ezequiel Correa                       | Guido Pennelli         | Czető Roland                     | Mellékszereplő | Főszereplő     | Főszereplő     |
| Martín Mejía                          | Daniel Patiño          | Miller Dávid                     |                | Főszereplő     | Visszatérő     |
| Celeste Brizuela                      | Candelaria Grau        | Kapu Hajni                       | Mellékszereplő | Mellékszereplő | Főszereplő     |
| Alan Salazar                          | Daniel Rodrigo Martins | TBA                              |                |                | Főszereplő     |
| Arturo Garrido                        | Joaquín Ochoa          | TBA                              |                |                | Főszereplő     |
| Alfa                                  | Tomy Díaz              | TBA                              |                |                | Főszereplő     |
| Natalia De Acosta                     | Julia Tozzi            | TBA                              |                |                | Főszereplő     |
| Laura                                 | Paula Cancio           | TBA                              |                |                | Főszereplő     |
| Federico García                       | Juanma Muniagurria     | TBA                              |                |                | Főszereplő     |
| Delfina Soto                          | Bianca Zero            | TBA                              |                |                | Főszereplő     |

### Mellékszereplők
| Szereplő                    | Színész            | Magyar hang              |
| --------------------------- | ------------------ | ------------------------ |
| Félix Jiménez               | Christian Sancho   | Szentirmai Zsolt         |
| Polip                       | Sebastian Muñíz    | Fellegi Lénárd           |
| Amelia Moreti               | Beatriz Dellacasa  | Zsurzs Kati (1. hang)    |
| Giovanni Malaffacce         | Giampaolo Sama     | Maday Gábor              |
| Felipe Aragón               | Julián Cerati      | Czető Ádám               |
| Florencio / Franco Pellozzi | Alfredo Castellani | Orosz Gergely (2. évad)  |
| Camilo Montero              | Mariano Zabalza    | Borbíró András (1. évad) |
| Camilo Montero              | Mariano Zabalza    | Rada Bálint (2. évad)    |
| Olson                       | Alfredo Allende    | Láng Balázs              |
| Ernesto Bruno               | Rodrigo Bianco     | Kárpáti Levente          |
| Julián Vidal                | Luciano Andrada    | Pálmai Szabolcs          |
| Facundo Gutiérrez           | Fernando Dabove    | Seder Gábor              |
| Javier Zanetti              | Javier Zanetti     | Seder Gábor              |
| Silvia                      | Agostina Fabrizio  | Pekár Adrienn            |
| Abril Alcaraz               | Elis García        | Csifó Dorina             |
| Alejandra "Álex" Vidal      | Mariana Seligmann  | Mezei Kitty              |
| Anna "Anya" Safonova        | Julia Dovganishina | Károlyi Lili             |
| Simón Álvarez               | Michael Ronda      | Moser Károly             |
| Rezende                     | Rezende            | Berecz Kristóf Uwe       |
| Fernando Palomo             | Fernando Palomo    | Bognár Tamás (1. évad)   |
| Fernando Palomo             | Fernando Palomo    | Varga Rókus (2. évad)    |
| Fran MG                     | Fran MG            | Ács Balázs               |

## Epizódok
| Évad | Évad | Epizódok | Epizódok | Eredeti sugárzás    | Eredeti sugárzás    | Magyar sugárzás      | Magyar sugárzás      |
| Évad | Évad | Epizódok | Epizódok | Évadpremier         | Évadfinálé          | Évadpremier          | Évadfinálé           |
| ---- | ---- | -------- | -------- | ------------------- | ------------------- | -------------------- | -------------------- |
|      | 1    | 80       | 40       | 2017. március 13.   | 2017. május 5.      | 2017. június 19.     | 2017. augusztus 11.  |
|      | 1    | 80       | 40       | 2017. július 3.     | 2017. augusztus 25. | 2017. szeptember 4.  | 2017. december 1.    |
|      | 2    | 80       | 40       | 2018. április 30.   | 2018. június 22.    | 2021. április 12.    | 2021. szeptember 10. |
|      | 2    | 80       | 40       | 2018. augusztus 20. | 2018. október 12.   | 2021. szeptember 13. | 2021. november 5.    |
|      | 3    | 60       | 20       | 2019. július 15.    | 2019. augusztus 9.  | TBA                  | TBA                  |
|      | 3    | 60       | 20       | 2019. szeptember 9. | 2019. október 4.    | TBA                  | TBA                  |
|      | 3    | 60       | 20       | 2019. november 9.   | 2019. november 29.  | TBA                  | TBA                  |